# Kis földipinty
A kis földipinty (Geospiza fuliginosa) a madarak (Aves) osztályának a verébalakúak (Passeriformes) rendjéhez, ezen belül a tangarafélék (Thraupidae) családjához tartozó faj.

## Rendszerezés
A besorolása vitatott, egyes rendszerezők a sármányfélék (Emberizidae) családjába sorolják.

## Előfordulása
Az Ecuadorhoz tartozó Galápagos-szigeteken őshonos. Trópusi és szubtrópusi száraz erdők lakója.

## Megjelenése
Átlagos testtömege 14,25 gramm.

## Életmódja
Magvakkal és rovarokkal táplálkozik.

## Szaporodása
Bokorra, vagy kaktuszra készíti csésze alakú fészkét.

## Rokon fajai
A Darwin–pintyekhez tartozik, közeli rokonságban áll a Galápagos-szigetek többi pintyével.